# Locais de sepultamento da família Bonaparte
Esta é uma lista dos locais de sepultamento dos membros da família Bonaparte e demais pessoas ligadas a eles por casamentos ou adoção.
A família Bonaparte era uma família de nobres originada na Córsega (atualmente Itália). Seu membro mais notável foi Napoleão Bonaparte, que governou a França como Imperador dos Franceses entre 1804 e 1814 e depois de 20 de março a 22 de junho de 1815, este último conhecido como governo dos 100 dias.
Após ter sido destituída na França em 1815, a Casa de Bonaparte retornaria ao poder em 1852 quando foi proclamado o Segundo Império Francês, liderado por Napoleão III (sobrinho de Napoleão Bonaparte). O novo império, contudo, assim como o primeiro, não se perpetuaria no poder, sendo derrubado durante a Guerra Franco-Prussiana de 1870.
A lista também considera Eugênio de Beauharnais e seus filhos. Eugênio era enteado de Napoleão e foi judicialmente adotado por ele, desta forma, seus filhos foram considerados como netos legítimos do Imperador.

## Na França

### Hôtel des Invalides(Palácio dos Inválidos),Paris
| Membro             | Retrato | Data de Falecimento | Local de Falecimento                  | Imagem do Local | Observação |
| ------------------ | ------- | ------------------- | ------------------------------------- | --------------- | --- |
| Napoleão I         |         | 5 de maio de 1821   | Longwood, Santa Helena                |                 | Morreu em 1821, no exílio na Ilha de Santa Helena. Antes de morrer, pediu para ser sepultado nas margens do Rio Sena, mas o pedido foi negado e ele foi sepultado no vale dos salgueiros, ainda em Santa Helena. Em 1840, Luís Filipe I obteve a autorização para a transladação de seus restos mortais de volta à França, quando foi feito um funeral de Estado. |
| Napoleão II        |         | 22 de julho de 1832 | Palácio de Schönbrunn, Viena, Áustria |                 | Inicialmente, foi sepultado na Cripta Imperial de Viena e transladado para Paris somente em 1940, a mando de Adolf Hitler |
| José Bonaparte     |         | 28 de julho de 1844 | Florença, Toscana                     |                 | Irmão de Napoleão Bonaparte. Foi Rei de Nápoles de 1806 a 1808 e Rei da Espanha de 1808 a 1813. |
| Jerónimo Bonaparte |         | 24 de junho de 1860 | Villegenis, França                    |                 | Irmão de Napoleão Bonaparte. Foi um general francês e Rei de Vestfália entre 1807 e 1815 |

### Igreja de Saint-Pierre-Saint Paul,Rueil-Malmaison
| Membro                   | Retrato | Data de Falecimento  | Local de Falecimento        | Imagem do Local | Observação |
| ------------------------ | ------- | -------------------- | --------------------------- | --------------- | --- |
| Josefina de Beauharnais  |         | 29 de maio de 1814   | Rueil-Malmaison, França     |                 | Primeira esposa de Napoleão Bonaparte e Imperatriz Consorte da França entre 1804 e 1810. Em 1810, na falta de dar à luz a um herdeiro, ela e Napoleão divorciaram-se               |
| Hortênsia de Beauharnais |         | 5 de outubro de 1837 | Arenenberg, Turgóvia, Suíça |                 | Foi judicialmente adotada por Napoleão Bonaparte. Portanto, considerado um membro da família. Casou-se com Luís Napoleão e foi mãe de Luís II da Holanda e Napoleão III da França. |

### Saint-Leu-la-Forêt,França
| Membro             | Retrato | Data de Falecimento | Local de Falecimento  | Imagem do Local | Observação |
| ------------------ | ------- | ------------------- | --------------------- | --------------- | --- |
| Luís I da Holanda  |         | 25 de julho de 1846 | Livorno, Toscana      |                 | Os restos mortais de Luís e dois de seus filhos foram transladados para a França a mando de Napoleão III.               |
| Luís II da Holanda |         | 17 de março de 1831 | Forlì, Estados Papais |                 | Seus restos mortais foram transladados para a França juntamente com o pai e um irmão mais novo a mando de Napoleão III. |

### Capela Imperial,Ajaccio,Córsega
| Membro                   | Retrato | Data de Falecimento     | Local de Falecimento                            | Imagem do Local | Observação |
| ------------------------ | ------- | ----------------------- | ----------------------------------------------- | --------------- | --- |
| Carlo Maria Bonaparte    |         | 24 de fevereiro de 1785 | Montpellier, França                             |                 | Pai de Napoleão, sepultado na Capela que foi construída a mando de Napoleão III junto com outros membros da família Bonaparte. |
| Maria Letícia Ramolino   |         | 2 de fevereiro de 1836  | Roma, Estados Papais                            |                 | Mãe de Napoleão, sepultada na Capela que foi construída a mando de Napoleão III junto com outros membros da família Bonaparte. |
| Charles Lucien Bonaparte |         | 29 de julho de 1857     | Paris, França                                   |                 | Filho de Luciano Bonaparte e sobrinho de Napoleão. Trabalhou como zoólogo e casou-se com a prima, Zeinaida Bonaparte           |
| Vítor Bonaparte          |         | 3 de maio de 1926       | Bruxelas, Bélgica                               |                 | Chefe da Casa Bonaparte entre 1879 e 1926.                                                                                     |
| Clementina da Bélgica    |         | 8 de março de 1955      | Villa de Clair Vallon, Nice, República Francesa |                 | Princesa da Bélgica, filha de Leopoldo II e esposa de Vítor Bonaparte.                                                         |

### Igreja de St. Gratien,Val-d'Oise,França
| Membro            | Retrato | Data de Falecimento  | Local de Falecimento | Imagem do Local | Observação |
| ----------------- | ------- | -------------------- | -------------------- | --------------- | --- |
| Matilde Bonaparte |         | 2 de janeiro de 1904 | Paris, França        |                 | Sobrinha de Napoleão e Princesa de San Donato por casamento. Durante o Segundo Império Fracnês, foi um grande incentivadora e patrocinadora de vários escritores, chegando a se casar com o poeta Claudius Marcel Popelin em segunda nupcias. |

## Na Áustria

### Cripta Imperial,Viena
| Membro      | Retrato | Data de Falecimento    | Local de Falecimento               | Imagem do Local | Observação |
| ----------- | ------- | ---------------------- | ---------------------------------- | --------------- | --- |
| Maria Luísa |         | 17 de dezembro de 1847 | Parma, Ducado de Parma e Placência |                 | Segunda esposa de Napoleão Bonaparte. O casamento foi negociado para manter a paz entre Áustria e França. Após a morte do marido, ela voltou para Viena e recebeu o Ducado de Parma para governar. |

## Na Alemanha

### Igreja de São Miguel,Munique,Baviera
| Membro                 | Retrato | Data de Falecimento     | Local de Falecimento | Imagem do Local | Observação |
| ---------------------- | ------- | ----------------------- | -------------------- | --------------- | --- |
| Eugênio de Beauharnais |         | 21 de fevereiro de 1824 | Munique, Baviera     |                 | Foi judicialmente adotado por Napoleão Bonaparte. Portanto, considerado um membro da família. Teve seu casamento arranjado com Augusta da Baviera para aumentar o status real da família e manter a paz entre França e BavieraApós a queda do Império, se refugiou com a família na Baviera, na corte do sogro, Maximiliano I. |
| Augusta da Baviera     |         | 13 de maio de 1851      | Munique, Baviera     |                 | Casada com Eugênio para aumentar o status real da família Bonaparte e manter a paz entre França e Baviera.Após a queda do Império, refugiou-se com a família na Baviera, na corte de seu pai, Maximiliano I. |

### Igreja doPalácio de Ludwigsburg,Baden-Württemberg
| Membro                  | Retrato | Data de Falecimento    | Local de Falecimento | Imagem do Local | Observação |
| ----------------------- | ------- | ---------------------- | -------------------- | --------------- | --- |
| Catarina de Württemberg |         | 29 de novembro de 1835 | Lausana, Suíça       |                 | Segunda esposa de Jerônimo Bonaparte e cunhada de Napoleão Teve seu casamento arranjado em 1807, na criação de uma aliança com França e Württemberg. Após o casamento, foi Rainha de Vestfália de 1807 a 1813. |

## No Reino Unido

### Abadia de São Miguel,Farnborough
| Membro             | Retrato | Data de Falecimento  | Local de Falecimento           | Imagem do Local | Observação |
| ------------------ | ------- | -------------------- | ------------------------------ | --------------- | --- |
| Napoleão III       |         | 9 de janeiro de 1873 | Chislehurst, Kent, Reino Unido |                 | Preso e condenado ao exílio após a Proclamação da Terceira República, fixou residência na Inglaterra, onde morreu pouco tempo depois. Inicialmente, ele foi sepultado na Igreja Católica de Santa Maria, em Chislehurst. Posteriormente, seus restos mortais foram transladados para o Mausoléu construído a mando de sua esposa em 1888. |
| Eugênia de Montijo |         | 11 de julho de 1920  | Madrid, Espanha                |                 | Seguiu o marido e o filho para o Exílio na Inglaterra após a Proclamação da Terceira República. Após a morte do marido e do filho, mandou construir a Abadia de São Miguel, junto com um Mausoléu para sepulta-los. Mais tarde, ela também seria sepultada lá depois da morte, onde estão até hoje.                                       |
| Napoleão Eugênio   |         | 1 de junho de 1879   | Reino Zulu                     |                 | Exilado após a Proclamação da Terceira República, foi morto em combate enquanto servia o exército britânico durante a Guerra Anglo-Zulu. Foi sepultado no Mausoléu construído a mando de sua mãe em Farnborough. |

### Cemitério Católico de Santa Maria,Londres
| Membro                 | Retrato | Data de Falecimento   | Local de Falecimento | Imagem do Local | Observação |
| ---------------------- | ------- | --------------------- | -------------------- | --------------- | --- |
| Louis Lucien Bonaparte |         | 3 de novembro de 1891 | Fano, Itália         |                 | Filho de Luciano Bonaparte e de Alexandrina de Bleschamp, nasceu no exílio, na Inglaterra. Mais tarde foi um filólogo e político francês e foi sepultado em Londres. |

## Na Itália

### Basílica de São Petrônio,Bolonha
| Membro          | Retrato | Data de Falecimento | Local de Falecimento                           | Imagem do Local | Observação |
| --------------- | ------- | ------------------- | ---------------------------------------------- | --------------- | --- |
| Elisa Bonaparte |         | 7 de agosto de 1820 | Trieste, Império Austríaco (Atualmente Itália) |                 | Irmã de Napoleão Bonaparte, casada com Félix Baciocchi, Príncipe de Lucca e Piombino. Foi feita Grã-Duquesa da Toscana de 1809 a 1814. |

### Basílica de Santa Maria Maior,Roma
| Membro            | Retrato | Data de Falecimento | Local de Falecimento      | Imagem do Local | Observação |
| ----------------- | ------- | ------------------- | ------------------------- | --------------- | --- |
| Paulina Bonaparte |         | 9 de junho de 1825  | Florença, Toscana, Itália |                 | Irmã de Napoleão Bonaparte, teve seu primeiro casamento arranjado com Victoire Leclerc. Seu segundo casamento também foi arranjado, desta vez com o nobre italiano Camillo Borghese. Foi Duquesa de Guastalla entre março e agosto de 1806. |

### Igreja de São Salvador de Ognissanti,Florença
| Membro             | Retrato | Data de Falecimento | Local de Falecimento      | Imagem do Local | Observação |
| ------------------ | ------- | ------------------- | ------------------------- | --------------- | --- |
| Carolina Bonaparte |         | 18 de maio de 1839  | Florença, Toscana, Itália |                 | Irmã de Napoleão Bonaparte, casou-se em primeiras nupcias com Joaquim Murat e em segunda nupcias com Francesco Macdonald. Foi Grã-Duquesa Consorte de Berg e Cleves de 1806 a 1808 e Rainha Consorte de Nápoles de 1808 a 1815. |

### Igreja de São João e Santo André,Canino,Lácio[5]
| Membro                   | Retrato | Data de Falecimento | Local de Falecimento      | Imagem do Local | Observação |
| ------------------------ | ------- | ------------------- | ------------------------- | --------------- | --- |
| Luciano Bonaparte        |         | 29 de junho de 1840 | Viterbo, Itália           |                 | Irmão de Napoleão Bonaparte e Príncipe de Canino. Foi um diplomata durante o Império e poeta, membro da academia francesa.                                                                       |
| Cristina Boyer           |         | 14 de maio de 1800  | Paris, França             |                 | Primeira esposa morganática de Luciano Bonaparte. Ela era analfabeta e não tinha nenhum ancestral nobre, o casamento desagradou profundamente a família. Ela morreu aos 28 anos durante o parto. |
| Alexandrina de Bleschamp |         | 13 de julho de 1855 | Senigália, Estados Papais |                 | Casou-se em primeiras nupcias com o banqueiro Hippolyte Jouberthon, de quem ficou viúva. Casou-se em segundas nupcias com Luciano Bonaparte, que também era viúvo.                               |

### Basílica de Santa Cruz,Florença
| Membro            | Retrato | Data de Falecimento | Local de Falecimento      | Imagem do Local | Observação                                                                                                  |
| ----------------- | ------- | ------------------- | ------------------------- | --------------- | --- |
| Julia Clary       |         | 7 de abril de 1845  | Florença, Toscana, Itália |                 | Cunhada de Napoleão Bonaparte e Rainha Consorte da Espanha de 1806 a 1808 após a destronamento dos Bourbon. |
| Carlota Bonaparte |         | 2 de março de 1839  | Sarzana, Sardenha         |                 | Sobrinha de Napoleão Bonaparte, casada com seu primo direto, Luís II da Holanda.                            |

### Basílica de Santa Pudenciana,Roma
| Membro                    | Retrato | Data de Falecimento    | Local de Falecimento | Imagem do Local | Observação |
| ------------------------- | ------- | ---------------------- | -------------------- | --------------- | --- |
| Lucien Napoleão Bonaparte |         | 19 de novembro de 1895 | Roma, Itália         |                 | Filho de Charles e Zenaida Bonaparte, herdou o título de Príncipe de Canino e foi ordenado como Cardeal da Igreja Católica. |

### Basílica de Superga,Turim,Itália
| Membro                   | Retrato | Data de Falecimento   | Local de Falecimento                      | Imagem do Local | Observação |
| ------------------------ | ------- | --------------------- | ----------------------------------------- | --------------- | --- |
| Maria Clotilde de Saboia |         | 25 de junho de 1911   | Castelo de Moncalieri, Moncalieri, Itália |                 | Princesa da Itália, filha de Vítor Emanuel II, casada com Napoleão José Bonaparte.                                                |
| Napoleão José Bonaparte  |         | 17 de março de 1891   | Roma, Itália                              |                 | Príncipe Bonaparte, conde de Meudon e Príncipe titular de Montfort, foi o segundo filho de Jerónimo Bonaparte, rei da Vestefália. |
| Maria Letícia Bonaparte  |         | 25 de outubro de 1926 | Moncalieri, Itália                        |                 | Foi casada com seu tio, Amadeu de Saboia, que por um breve período foi eleito como Rei da Espanha.                                |

## Nos Estados Unidos

### Cemitério Green Mount,Baltimore,Maryland.
| Membro                        | Retrato | Data de Falecimento | Local de Falecimento     | Imagem do Local | Observação |
| ----------------------------- | ------- | ------------------- | ------------------------ | --------------- | --- |
| Elizabeth Patterson Bonaparte |         | 4 de abril de 1879  | Baltimore, Maryland, EUA |                 | Esposa morganática de Jerônimo Bonaparte e cunhada de Napoleão Bonaparte. Por questões políticas, Napoleão ordenou a anulação do casamento em 1805. Poucos meses depois, Jerônimo teve seu casamento arranjado com Catarina de Württemberg e Elizabeth voltou para os Estados Unidos. |

## Na Grécia

### Cemitério Real,Palácio de Tatoi,Grécia
| Membro          | Retrato | Data de Falecimento    | Local de Falecimento | Imagem do Local | Observação |
| --------------- | ------- | ---------------------- | -------------------- | --------------- | --- |
| Maria Bonaparte |         | 21 de setembro de 1962 | Saint-Tropez, França |                 | Bisneta de Luciano Bonaparte, foi escritora e psicanalista ligada a Freud. Casou-se com Jorge da Grécia e Dinamarca, entrando para a Família Real Grega. Usou sua fortuna e influência para financiar estudos na psicanálise. |

## Na Suécia

### Igreja de Riddarholmen,Estocolmo,Suécia
| Membro                   | Retrato | Data de Falecimento | Local de Falecimento | Imagem do Local | Observação                                                                                           |
| ------------------------ | ------- | ------------------- | -------------------- | --------------- | --- |
| Josefina de Leuchtenberg |         | 7 de junho de 1876  | Estocolmo, Suécia    |                 | Neta adotiva de Napoleão I, cresceu com os pais na Baviera, até seu casamento com Oscar I da Suécia. |

## Em Portugal

### Panteão da Dinastia de Bragança,Igreja de São Vicente de Fora,Lisboa
| Membro                 | Retrato | Data de Falecimento | Local de Falecimento                       | Imagem do Local | Observação |
| ---------------------- | ------- | ------------------- | ------------------------------------------ | --------------- | --- |
| Augusto de Beauharnais |         | 28 de março de 1835 | Palácio das Necessidades, Lisboa, Portugal |                 | Neto adotivo de Napoleão I, cresceu com os pais na Baviera, até seu casamento com Maria II de Portugal. Porém, ele morreu poucos meses depois, antes mesmo de deixar descendentes. |

## No Brasil

### Cripta Imperial do Ipiranga,São Paulo
| Membro                 | Retrato | Data de Falecimento   | Local de Falecimento                         | Imagem do Local | Observação |
| ---------------------- | ------- | --------------------- | -------------------------------------------- | --------------- | --- |
| Amélia de Leuchtenberg |         | 26 de janeiro de 1873 | Palácio das Janelas Verdes, Lisboa, Portugal |                 | Neta adotiva de Napoleão I, cresceu com os pais na Baviera. Foi Imperatriz Consorte do Brasil por um breve período, pelo casamento com D. Pedro I. |